# 老洞・朝倉須恵器窯跡

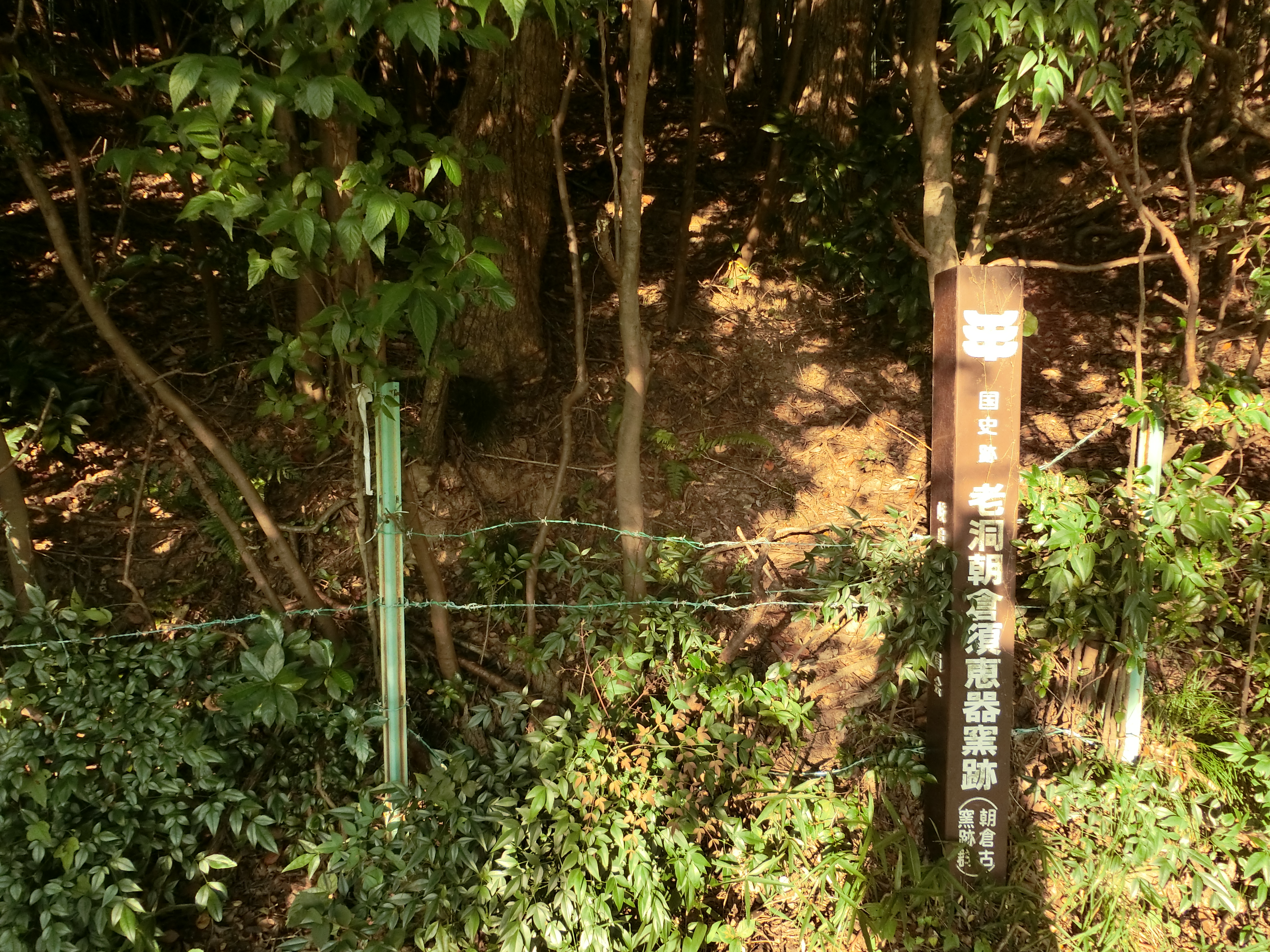
朝倉須恵器窯跡

老洞・朝倉須恵器窯跡（おいぼらあさくらすえきかまあと）は岐阜県岐阜市芥見の諏訪山西麓にある須恵器の窯跡群。西北側の老洞古窯跡群と南西側の朝倉古窯跡群に大別される。岐阜市、各務原市および関市に分布する美濃須衛窯跡群の支群でその西端に位置する。国の史跡に指定されており、出土物の一部は考古資料として重要文化財に指定されている。

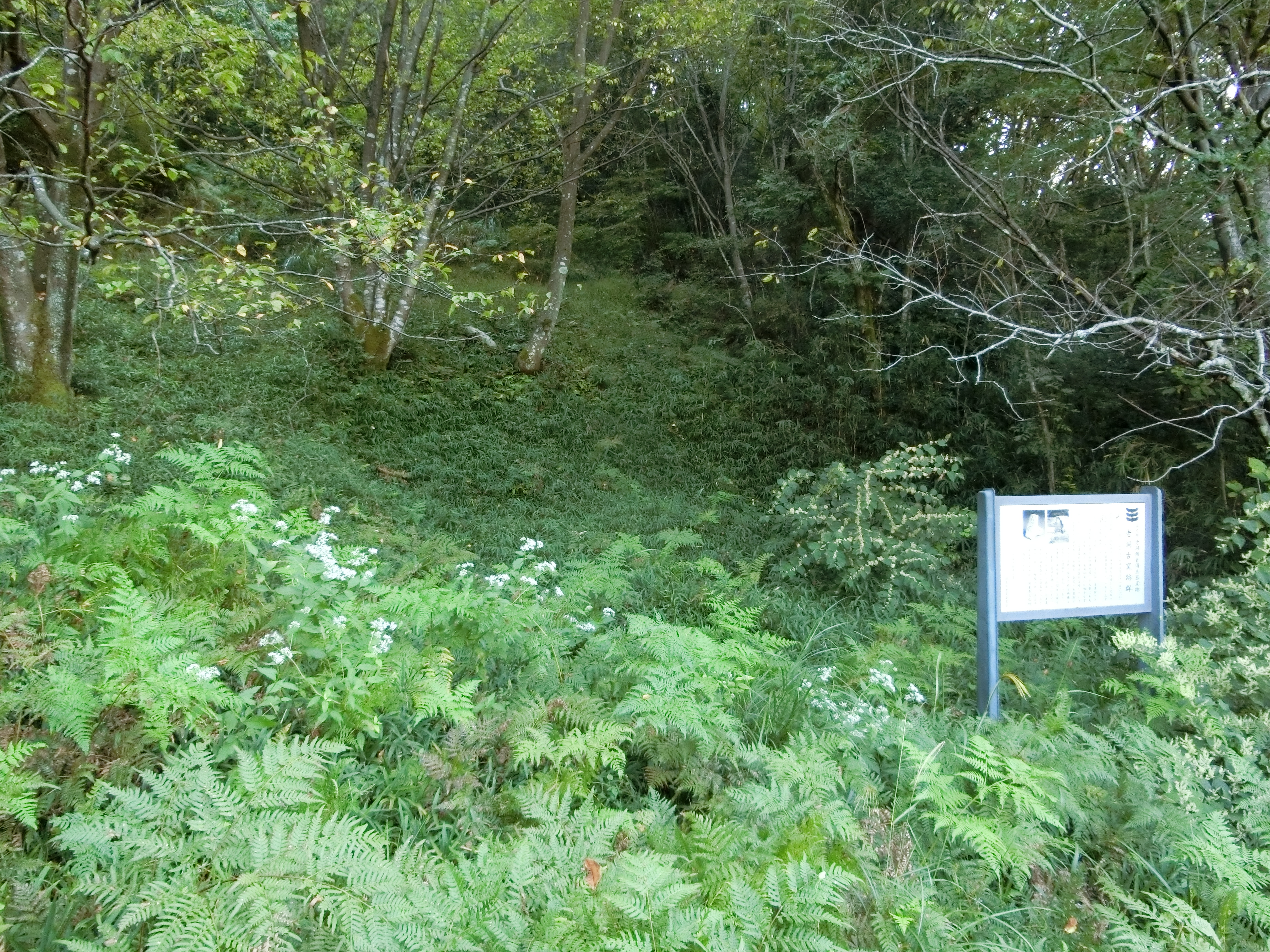
老洞須恵器窯跡

昭和42年（1967年）朝倉古窯跡から美濃国の刻印のある須恵器が発見される。さらに昭和52年（1977年）11月に地元の中学生が老洞で美濃国の文字がある須恵器の陶片を発見した。翌年に岐阜市教育委員会が調査を行った結果、発見地が須恵器の窯跡であったことが明らかになった。その後の調査によって朝倉古窯群は4基以上、老洞古窯群は3基の窯から構成されていることが判明した。これらは7世紀末から8世紀前半の飛鳥時代後期から奈良時代初頭にかけて稼働していたとみられ、老洞古窯群においては最も古い窯が3号窯で、その後1号窯、2号窯の順に構築されたことが判明している。窯跡の天井部は崩落して残っていないが、半地下式の登り窯であったことが分かっている。窯の規模は老洞1号窯が奥行きが9.3m程度で幅は1.3mあった。出土品の大半は須恵器の坏であるが、壺、甕などのほか、一部土師器もみられ出土物はすべて合わせると7万点を超える。須恵器の一部には美濃国あるいは美濃の文字が陽刻あるいは陰刻またはヘラ書きにより刻印されており、刻印に使用されたとみられる陶製の印章も発掘されている。
この窯で生産された美濃国の刻印のある陶器は平城京や藤原京のほか美濃国分寺や伊勢斎宮跡、愛知県、大阪府、長野県常川遺跡でも出土している。美濃国を除いて令制国の国名が刻印された須恵器は出土しておらず、生産地が明らかなことから、古代における流通をたどることのできる貴重な資料となっており、昭和54年（1979年）5月31日に国の史跡に指定された。刻印須恵器の出土から朝廷向けに生産された美濃国衙と関係の深い施設であったとみられる。
窯跡のうち老洞一号窯跡からは刻印のある須恵器が1300点ほど出土し、さらに刻印に用いられた印章もみつかっている。これらの出土品は平成5年（1999年）に重要文化財（考古資料）に指定され、岐阜市歴史博物館で保管されている。